# Niphona paraparallela
Niphona paraparallela es una especie de escarabajo longicornio del género Niphona, tribu Pteropliini, subfamilia Lamiinae. Fue descrita científicamente por Breuning en 1979.
La especie se mantiene activa durante el mes de abril.

## Descripción
Mide 11 milímetros de longitud.

## Distribución
Se distribuye por Vietnam.